# Cerimedo & C.
La Cerimedo & C. era un'azienda milanese che fra il 1879 e il 1885 gestì la fonderia che sorgeva in località Elvetica, convertendola in stabilimento di produzione di caldaie a vapore e veicoli ferroviari.
Dopo aver costruito numerosi esemplari di locomotive a vapore destinate al mercato italiano, l'azienda fu acquistata da Ernesto Breda divenendo il primo nucleo della Società Italiana Ernesto Breda per Costruzioni Meccaniche.

## Settori di attività

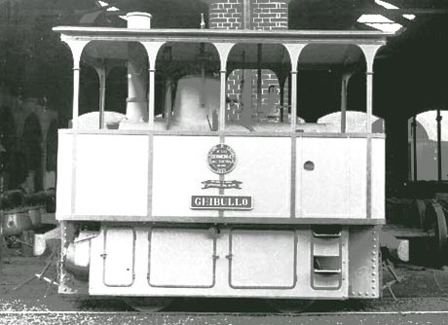
Costruzione n. 272 "Ghibullo", 1883, per le Tranvie delle Romagne

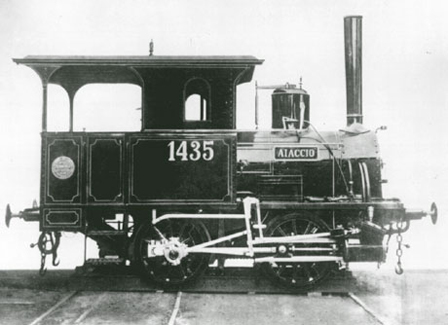
Costruzione n. 750 "Aiaccio", 1884 per le SFAI

Capitalizzando l'esperienza condotta all'Elvetica dalla Bamat, che aveva acquisito alcuni ordini per la costruzione di locomotive tranviarie, la Cerimedo & C. rappresentò una delle prime aziende a produrre in Italia rotabili di questo tipo grazie anche alla collaborazione instaurata con la Henschel & Sohn e specializzandosi nella costruzione di rotabili destinati a tranvie e ferrovie economiche.
Locomotive realizzate presso lo "Stabilimento dell'Elvetica in Milano" furono destinate a tranvie lombarde gestite dalla Società Anonima del Tramway Milano-Gorgonzola-Vaprio, dalla Società Nazionale Ferrovie e Tramvie o dalle Tramvie Provinciali Cremonesi (unità "Baumat "L'Italiana", ordinata alla Bamat & Co. e consegnata da Cerimedo nel 1878); alcuni esemplari prestarono servizio sulla Tranvia Monza-Barzanò-Oggiono, sulla tranvia Milano-Gallarate (sette unità Henschel del 1881 con numeri di costruzione 1061, 1064, 1065,1073,1074, 1223 e 1224) e presso la rete tranviaria extraurbana di Brescia (matricole 41-42).
In Veneto, si avvalsero di locomotive Cerimedo & C. la ferrovia Torrebelvicino-Schio, la ferrovia Schio-Rocchette, la Tranvia Vicenza-Valdagno-Recoaro Terme/Chiampo e la Ferrovia Rocchette-Arsiero. Alcune unità erano state acquisite dalla Società Veneta; una di esse venne in seguito poi immatricolata presso le FS nel gruppo 802.
Sui binari piemontesi carrozze Cerimedo & C. percorsero le linee Torino-Venaria Reale e Torino-Pianezza/Druento; su quelli emiliani sei locomotive (unità 4-9) furono impiegate sulla rete gestita dalla Società Italiana Ferrovie e Tramvie e su quelli romagnoli fecero servizio le unità 1-8 della tranvia Forlì-Ravenna e analoghi esemplari sulla tranvia Forlì-Meldola.
Anche alcune tranvie toscane si avvalsero di rotabili costruiti presso l'Elvetica, come la tranvia Lucca-Ponte a Moriano (locomotiva costruzione n. 274) e la tranvia di Massa.
Accanto a tale corposa e allora innovativa produzione, la Cerimedo & C. mantenne tuttavia il suo ruolo di officina meccanica per la produzione di carpenteria metallica per il settore delle costruzioni; nel 1881, ad esempio, fu edificato a Torino dalla stessa azienda il ponte Principessa Clotilde, che attraversava la Dora Riparia tra piazza Borgo Dora e corso Vercelli.

## Storia

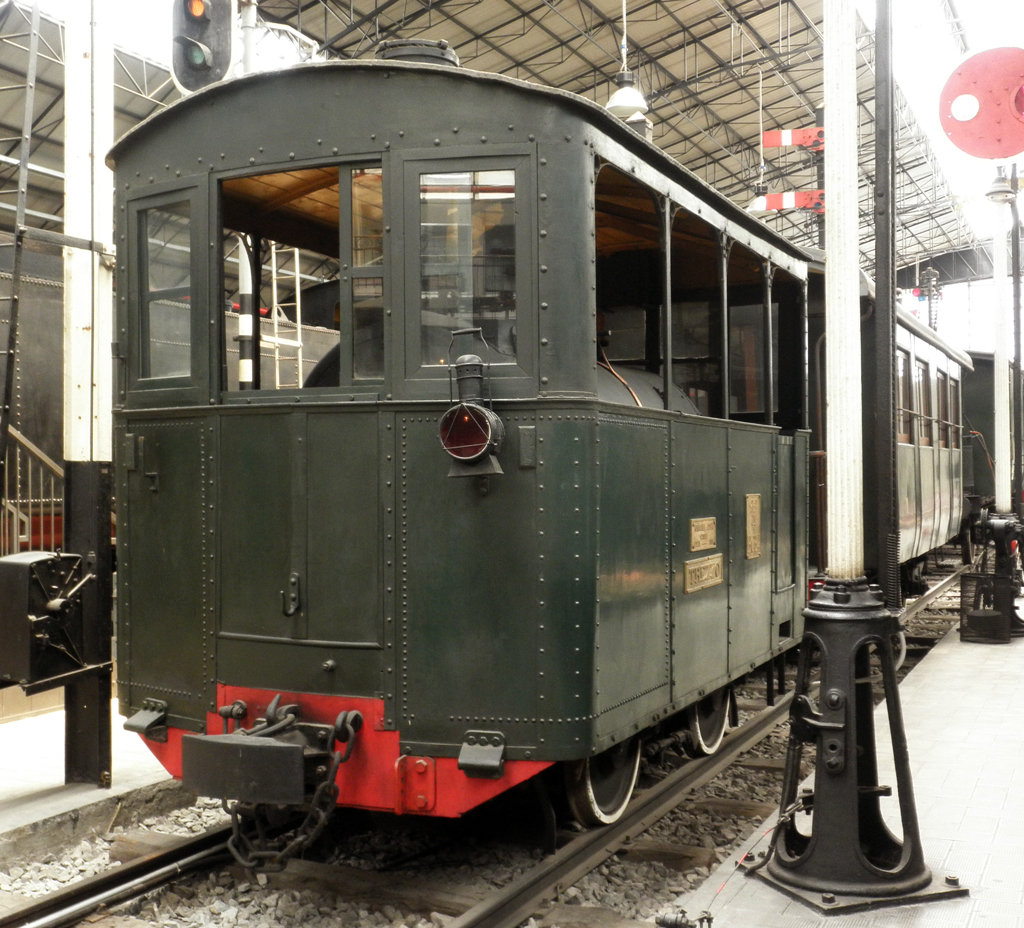
Locomotiva Henshel fornita dalla Cerimedo per la tranvia Monza-Trezzo-Bergamo

La società fu fondata nel 1879 da Anselmo Cerimedo che aveva rilevato una storica fonderia che sorgeva a Milano, fuori Porta Nuova in una località chiamata Elvetica perché un tempo occupata da un convento di missionari svizzeri. Essa, che comprendeva anche un'officina per lavorazioni meccaniche, era stata impiantata nel 1846 dal francese Giuseppe Adolfo Bouffier con il nome di Bouffier e C., cambiando in seguito proprietari e diventando nel 1850 Schlegel e C., Rümmel e C. nel 1860, Bauer e C. nel 1862 e Bamat e Co. nel 1877.
L'azienda assunse dunque il nome di Cerimedo & C., ma fu altrimenti nota come "Società Anonima Cerimedo all'Elvetica", mantenendo un marchio che aveva assunto nel tempo un valore riconosciuto dal mercato.
Assorbite dunque le precedenti commesse, che comprendevano anche la costruzione delle citate locomotive a vapore, l'acquisizione fu completata nel 1880, esplicitando nell'oggetto sociale che la Cerimedo & C. era costituita "per l'esercizio dello stabilimento meccanico dell'Elvetica posto in Milano fuori Porta Nuova per la fonderia di metalli, costruzione di caldaie a vapore locomobili e lavori affini".
Il fatturato crebbe in breve tempo, attirando investimenti e investitori fra i quali l'imprenditore Ernesto Breda che nel 1886 rilevò l'intero capitale costituendo la società in accomandita Ing. Ernesto Breda e C., nuovo proprietario dello stabilimento, e della quale lo stesso Cerimedo divenne socio accomandatario. Quest'ultima azienda fu trasformata in società anonima il 19 dicembre 1899 con atto presso il notaio Serina di Milano, dando vita alla Società Italiana Ernesto Breda per Costruzioni Meccaniche..

## Dati societari
La società Cerimedo & C. rappresentava una realtà significativa nel panorama industriale italiano, arrivando nel 1883 a dare lavoro a 750 operai più 50 facchine e 50 impiegati; la forza motrice richiesta dai macchinari era pari a circa 900 kW.
Fra i soci della Cerimedo figuravano il senatore Carlo d'Adda, Hermann Mylius e Alberto Amman, esponenti della società finanziaria dell'epoca.